# École nationale supérieure d'art de Bourges
L'École nationale supérieure d'art de Bourges (ENSA Bourges) est une école d'art installée dans le bâtiment de l'ancien collège jésuite de Bourges, construit au XVIIe siècle, dans le cœur historique de la ville.
Les diplômes préparés sont le diplôme national d'art (DNA), en trois ans, et le diplôme national supérieur d'expression plastique (DNSEP) en deux ans supplémentaires, conférant le grade de master.
L'enseignement dispensé est essentiellement tourné vers l'option Art. Ainsi, le champ des pratiques qu'elle propose est très large : histoire de l’art, dessin, peinture, photographie, sculpture/volume/céramique, cinéma/vidéo, arts sonores, édition/gravure, pratiques de l’écrit, performance, multimédia.

## Historique

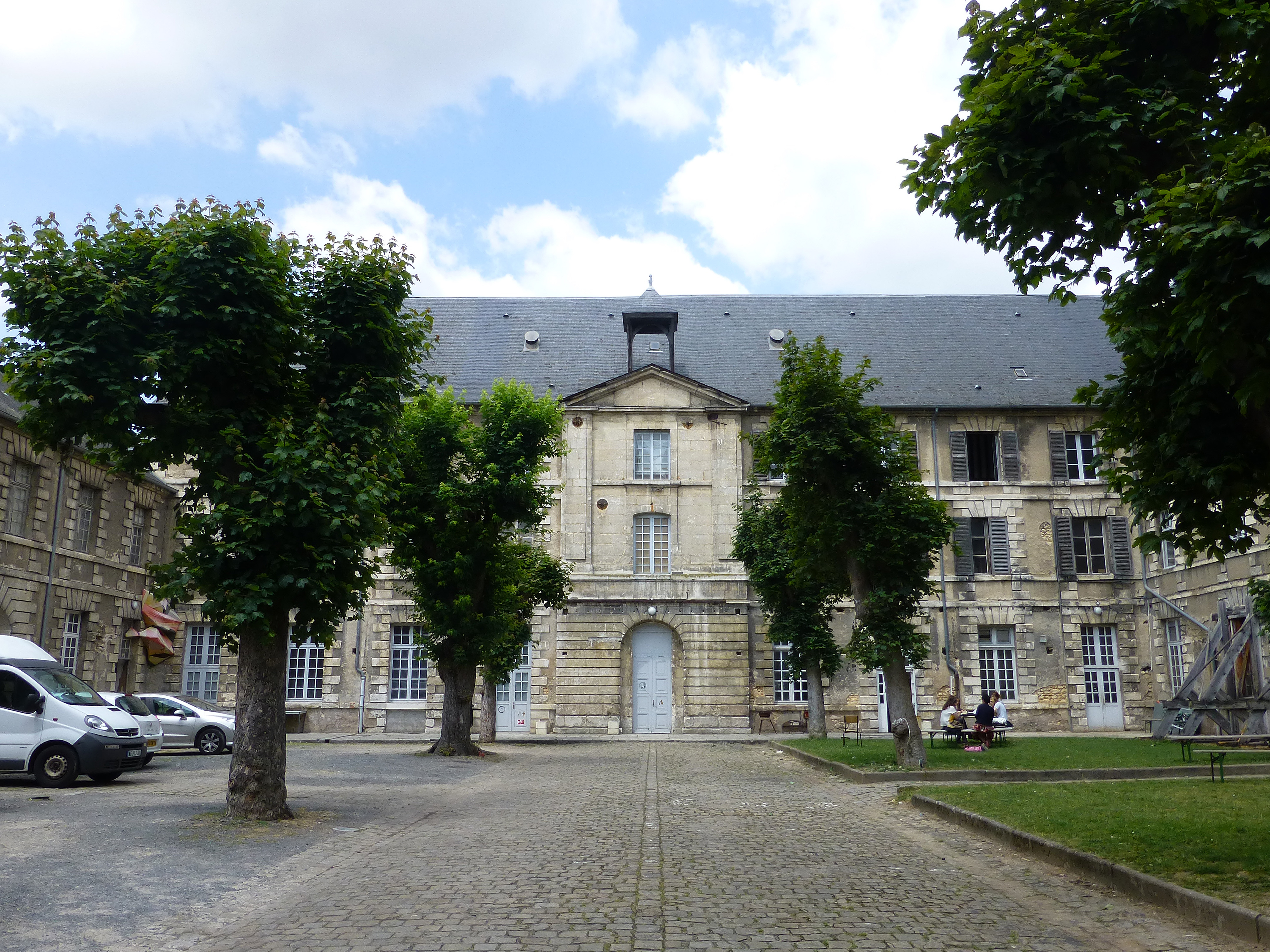
Vue de la cour de l'ancien collège jésuite en 2013.

L’École nationale des beaux-arts de Bourges est créée en 1881 et intègre le nouveau bâtiment construit dans un style éclectique par l'architecte Alfred Leclerc à l'emplacement de l'église des Carmes. Ce premier bâtiment est détruit en 1976. Depuis, l’ancien collège des Jésuites est mis à disposition de l’école par la Ville de Bourges.
L'école sera l'une des premières en France à introduire les questions de genre dans son cursus, sous l'impulsion d'enseignantes, et à travers son partenariat avec l'association Antre Peaux anciennement Emmetrop. De même à l'initiative de Nathalie Magnan, elle introduira pour la première fois la pratique du VJing en 2012, discipline alors très méconnue dans les écoles d'art.
Depuis 2020, la Communauté d'agglomération Bourges Plus, en collaboration avec l’État, a lancé un programme de réhabilitation de l’École nationale supérieure d'art (ENSA) de Bourges. Ce chantier d'envergure vise non seulement à préserver le patrimoine architectural de l’établissement, mais également à améliorer les conditions d’enseignement et de recherche. 
La première tranche des travaux de rénovation visant le clos, les couvertures et les fenêtres du quadrilatère principal du bâtiment de l’ENSA, s’est achevée en septembre 2024.
Le chantier a permis de redonner à l'ENSA de l’éclat, affirmant son rôle essentiel dans le patrimoine et dans le cœur de la ville. Il est essentiel de souligner l’importance du savoir-faire artisanal mobilisé pour cette réhabilitation. Les techniques de construction traditionnelles ont été mises à l'honneur.

### Directeurs
- 1882-1902 : Charles Pêtre[3] (1828-1907), sculpteur
- 1902-1908 : Gaston Cougny[4] (1857-1908), historien de l'art
- 1908-1914 : Vital Coulhon[5] (1871-1914), sculpteur
- 1914-1921 : Gabriel Maréchal[6] (1861-1925)[7], peintre
- 1921-1942 : Edouard Duneufgermain[8],[9](1881-1958)
- 1943-1973 : Henri Malvaux (1908-1994), peintre
- 1974-1989 : Joël Gauvin
- 1989-1992 : Bernard Borgeaud
- 1992-1995 : Patrick Talbot
- 1995-1999 : Jean-Philippe Vienne
- 1999-2003 : Corinne Le Neün
- 2004-2008 : Paul Devautour[10]
- 2008-2014 : Stéphane Doré[11]
- 2014-2021 : Antoine Réguillon[12]
- 2021-2024 : Jeanne Gailhoustet
- depuis 2024 : Florence Gendrier

### Enseignants avant 1968
- Charles Pêtre (1828-1907), sculpteur.
- 1943-1964 : Louis Thibaudet (1901-1980), peintre.
- 1936-1939 (dessin), 1943-1978 (céramique) : Jean Lerat (1913-1992), sculpteur céramiste.
- 1947-1969 : Marcel Gili (1914-1993), sculpteur.
- 1966-1988 (céramique) : Jacqueline Lerat (1920-2009), sculptrice céramiste.

### Enseignants chercheurs depuis 1968
- Éric Aupol
- Patrick Bouchain
- Érik Bullot
- Florence Chevallier
- Jérôme Joy
- Ingrid Luche
- Nathalie Magnan
- Didier Mencoboni
- Françoise Quardon
- Brian Reffin Smith
- Alejandra Riera
- Laure Tixier

### Élèves avant 1968
- Lucien Pénat (1873-1955), peintre dessinateur et graveur, premier grand prix de Rome en gravure en 1902.

### Élèves après 1968
- Maéva Ranaïvojaona (1983-), réalisatrice
- Tiphaine Calmettes (1988-), artiste contemporaine

## Le cursus art
Les semestres 1 et 2 forment la première année durant laquelle l’étudiant s’initie à l’exploration des champs du visuel, du sensible, de l’histoire et de la théorie de l’art. Elle introduit à l’expérimentation de méthodes de résolution de problèmes plastiques ou expressifs par un ensemble de cours confiés à plusieurs enseignants de telle manière que, durant les trois premiers semestres, les étudiants aient été confrontés à l’ensemble de l’équipe enseignante. Cette immersion dans les problématiques contemporaines permet aux étudiants de mieux identifier leurs motivations.
Les semestres 3 à 6 constituent la phase Programme des études et sont validés par le diplôme national d’arts plastiques (DNAP). Il s’agit de diversifier, de développer et d’affirmer la maîtrise des modes d’analyse, de conception et de production artistique. La trame des exercices, des cours transversaux et des séminaires laisse progressivement la place à la recherche personnelle.
Les semestres 7 à 10, au terme desquels l’étudiant présente le diplôme national supérieur d’expression plastique (DNSEP), sont consacrés à la phase Projet. Cette dernière est orientée vers la recherche qui suppose une grande autonomie et une forte implication dans l’actualité des pratiques émergentes. Le semestre 7 offre la possibilité aux étudiants de réaliser un projet hors-les-murs, soit à l’étranger soit en France. L’objectif au terme du cursus complet est l’élaboration d’une problématique personnelle qui puisse engager la dynamique d’une œuvre artistique à venir. Depuis 2012, l'Agence d'évaluation de la recherche et de l'enseignement supérieur (AERES) a reconnu le grade de master pour les titulaires du DNSEP obtenus après cette date.

## Les ressources
Les enseignements sur l’image en mouvement et le son disposent d’un ensemble d’ateliers spécifiques de montage, de prise de son et d’un plateau de tournage professionnel situé dans une ancienne chapelle. Ce lieu est utilisé pour les projets requérant un espace de grande échelle, tels tournages, performances, installations, festivals, ainsi qu’un atelier optionnel de pratiques corporelles et théâtrales.
Par ailleurs, l'école dispose aussi des équipements suivants :
- une bibliothèque met à disposition ses 19 000 ouvrages et un ensemble de films, vidéos et autres supports ;
- un magasin de prêt permet aux étudiants d’emprunter du matériel pour élaborer leur travail personnel ;
- une salle d’écoute — associée à l’atelier son — est utilisée pour l’écoute et l’analyse critique des pièces et d’objets sonores ;
- le gymnase[13], principalement lieu d’expérimentation et d’événements, accueille notamment les accrochages des bilans, des concerts, des workshops et les diplômes ;
- la galerie d’essai permet aux étudiants de la phase Projet d’aborder l’ensemble des problèmes liés à la question de l’exposition ;
- la galerie de travaux offre aux étudiants de la phase Programme la possibilité de confronter leurs travaux ;
- un studio de radio permet d'expérimenter le son et la diffusion en FM.

### Ateliers techniques
- bois
- métal
- pratiques numériques
- peinture
- photographie
- son
- vidéo/production
- vidéo/tournage
- éditions
- céramique modelage